# Slush
Slush eller slushie (även Ice Slush och Slush Ice) är en dryck med krossad is. Den är särskilt populär under vår och sommar då den fungerar som en svalkande törstsläckare. Slush finns att köpa på kaféer, videobutiker, godisaffärer, salladsbarer och andra butiker. Drycken finns i en mängd olika smaker, bland annat jordgubb, cola, hallon, körsbär och tranbär.
Slush tillverkas vanligtvis i en maskin som fryser drycken till rätt konsistens.
Man kan även göra slush hemma med olika metoder. En metod är en speciell mugg som man djupfryser över natten. Sedan häller man slushmix eller någon form av saft i muggen och rör om eller masserar muggen. Muggen avger då -34 °C och fryser vätskan till slushis.
Det finns koncentrat att köpa för hemmabruk.

## Etymologi
Ordet kommer från engelskans ord slush, med betydelsen "smältande snö", "snö och vatten". Det engelska ordet är sannolikt lånord från fornnordiska och i grund och botten samma ord som svenskans slask med samma betydelse.

## Populärkultur
I Simpsons-avsnittet "Boy-Scoutz 'n the Hood" dricker Bart och Milhouse en Squishee, en superslush, och börjar att hallucinera.